# 남위 39도
남위 39도는 적도로부터 남쪽으로 39도 떨어진 위선이다. 대서양, 인도양, 오스트랄라시아, 태평양, 남아메리카를 지난다. 
이 위도에서의 일조시간은 하지일 때 14시간 55분, 동지일 때 9시간 26분이다. 또한 남위 39도선이 지나는 지역은 5월 17일부터 7월 29일까지 일조시간이 10시간 남짓에 불과하여 작물이나 식물이 느리게 성장한다.

## 지나가는 지역
남위 39도선은 본초 자오선에서 동쪽 방향으로 다음 지역을 지나간다.
| 좌표                                                    | 국가, 지역, 해역 | 비고                                                  |
| ------------------------------------------------------- | ---------------- | ----------------------------------------------------- |
| 남위 39° 0′ 동경 0° 0′  / 남위 39.000° 동경 0.000°      | 대서양           |                                                       |
| 남위 39° 0′ 동경 20° 0′  / 남위 39.000° 동경 20.000°    | 인도양           | 프랑스령 남방 및 남극 지역 Île Saint-Paul의 남쪽 통과 |
| 남위 39° 0′ 동경 143° 30′  / 남위 39.000° 동경 143.500° | 배스 해협        |                                                       |
| 남위 39° 0′ 동경 146° 15′  / 남위 39.000° 동경 146.250° | 오스트레일리아   | 빅토리아주                                            |
| 남위 39° 0′ 동경 146° 27′  / 남위 39.000° 동경 146.450° | 태평양           | 태즈먼해                                              |
| 남위 39° 0′ 동경 174° 10′  / 남위 39.000° 동경 174.167° | 뉴질랜드         | 북섬                                                  |
| 남위 39° 0′ 동경 177° 53′  / 남위 39.000° 동경 177.883° | 태평양           |                                                       |
| 남위 39° 0′ 서경 73° 19′  / 남위 39.000° 서경 73.317°   | 칠레             | 아라우카니아주                                        |
| 남위 39° 0′ 서경 71° 28′  / 남위 39.000° 서경 71.467°   | 아르헨티나       | 네우켄주 리오네그로주 라팜파주 부에노스아이레스주     |
| 남위 39° 0′ 서경 62° 0′  / 남위 39.000° 서경 62.000°    | 대서양           |                                                       |

## 같이 보기
- 남위 38도
- 남위 40도